# Reduto de Santa Cruz do Morro do Pico de Fernando de Noronha
O Reduto de Santa Cruz do Morro do Pico de Fernando de Noronha, também referido simplesmente como Fortim do Pico, localizava-se na ilha de Fernando de Noronha, no arquipélago de mesmo nome, no estado de Pernambuco, no Brasil.

## História
Erguido no sopé do Morro do Pico, integrava a defesa do setor noroeste da ilha, com a função de evitar qualquer eventual desembarque inimigo na praia da Conceição, cooperando com o Reduto de Nossa Senhora da Conceição de Fernando de Noronha, na outra extremidade da praia, a nordeste (BARRETTO, 1958:130).
Esta estrutura não consta do mapa inglês da ilha de Fernando de Noronha (Londres, 1793. apud SECCHIN, 1991:10-11), baseado em informações francesas de 1760, sendo possívelmente contemporâneo do Reduto de São Pedro da Praia do Boldró de Fernando de Noronha e do Reduto de São João Batista de Fernando de Noronha (c. 1757).
Na primeira década do século XX restavam apenas os alicerces das suas muralhas (GARRIDO, 1940:57).